# Altaïr (manga)
Pour les articles homonymes, voir Altair.
Altaïr (将国のアルタイル, Shōkoku no Altair) est un shōnen manga de Kotono Katō, prépublié dans le magazine Monthly Shōnen Sirius de l'éditeur Kōdansha depuis 2007 et publié depuis avril 2008. La version française est éditée par Glénat Manga à partir de septembre 2014. Une adaptation en anime est diffusée depuis le 7 juillet 2017.
Une série dérivée, Oguni no arutairusan (小国のアルタイルさん), est prépubliée entre juin 2012 et novembre 2013 dans le Monthly Shōnen Sirius et compilée en un tome sorti en octobre 2013. Un spin-off intitulé Shōkoku no Altair Kaiden – Tōkoku no Subaru (将国のアルタイル嵬伝 嶌国のスバル), dessiné par Chika Katō, scénarisé par Hirokazu Kobayashi et supervisé par Kotono Katō, est prépublié depuis janvier 2016 dans le Monthly Shōnen Sirius.

## Synopsis
Nous sommes sur le continent de Roumélie. Depuis 75 ans deux entités s'opposent : d'un côté, à l'est du continent, se trouve l'État militaire de Türkiye, cette nation a été fondée par les descendants d'un peuple nomade venu de l'orient et ayant fait trembler de peur le continent cinq siècles plus tôt, son économie repose sur le commerce grâce aux grandes routes marchandes qui se croisent sur son territoire et qui, avec l'artisanat türk, assurent la prospérité économique du pays. De l'autre côté, on trouve l'empire de Baltrhain, un état formé cinq siècles plus tôt, très autoritaire et dont l'économie repose essentiellement sur des conquêtes rendues possibles grâce à une puissante armée régulière, mais entretenant dans ses provinces et colonies des forces armées, ce qui oblige l'empire à conquérir toujours plus de terres pour trouver de quoi financer son imposante armée. Douze ans avant le début de l'histoire, le Baltrhain est entré en guerre avec la Türkiye, mais subit une sévère défaite. Parmi les victimes de la guerre se trouvait la tribu türk des Tugrul, une petite tribu semi-nomade spécialisée dans la fauconnerie et le dressage d'aigles, qui voit son village ravagé et son peuple massacré lorsque des soldats impériaux décident de le piller. Un seul survivant est retrouvé, un enfant de cinq ans, Tugrul Mahmud. Adopté par Khalil Pacha, un des membres du Divan qui dirige la Türkiye, il veut devenir Pacha, le poste le plus élevé dans la société méritocratique de Türkiye, afin d'éviter que d'autres personnes subissent ce qu'il a vécu.
Douze ans plus tard, Mahmud a été nommé Pacha, à 17 ans, c'est le plus jeune Pacha de l'histoire de Türkiye. C'est alors que se produit un événement qui pourrait ranimer les hostilités entre l'empire et la Türkiye. Mahmud va alors être entraîné, avec les amis qu'il rencontrera, dans une suite de péripéties qui pourraient déboucher sur une guerre totale entre le Baltrhain et les autres états de Roumélie...

## Personnages
Tugrul Mahmud ()
Le Pacha Fauconnier. Douze ans avant le début du manga, il vivait parmi sa tribu, les Tugrul, en Türkiye. Lorsque l'empire Baltrhain entra en guerre contre l'état militaire de Türkiye le village des Tugrul, qui se trouvait près de la frontière, fut pillé et toute la tribu fut massacrée. Mahmud fut le seul survivant, sa mère l'ayant dissimulé dans une urne avec son aiglon, Iskender. Quand Khalil Pacha, un général Türk, arriva sur les lieux, il prit Mahmud avec lui et l'adopta, devenant pour lui l'équivalent d'un père. Mahmud est un travailleur acharné, même si beaucoup le prennent pour un génie. Il a passé le devchirmé, l'examen türk qui permet aux citoyens de devenir des fonctionnaires du gouvernement ou des officiers militaires, alors qu'il n'était âgé que de douze ans. Cinq ans plus tard, il a été nommé Pacha, devenant la personne la plus jeune à avoir obtenu cette distinction. C'est un bon stratège et un excellent cavalier, il est par contre assez introverti, surtout en présence de femmes. Au début du manga, il est impulsif, comme lorsqu'il décide d'intervenir sans en référer au Divan dans le premier tome afin de sauver son père adoptif puis son ami Ibrahim. Il est déchu de son rang de Pacha à cette occasion et décide de voyager hors de la Türkiye pour élargir ses connaissances. Ses interventions, avant et après qu'il ne redevienne Pacha, ont contrecarré plusieurs fois les plans du ministre Louis du Baltrhain.
Virgilio Louis ()
Virgilio Louis (son nom est Louis et son prénom est Virgilio) est un ministre du Baltrhain. Peu après le début du manga, il est même devenu le premier ministre de l'empire, et c'est l'antagoniste majeur de la série. Manipulateur, le ministre voit le salut de l'empire dans une expansion militaire et le renforcement de sa puissance guerrière, ce qui a poussé l'empire dans un cercle vicieux où chaque conquête en entraîne obligatoirement une autre pour financer l'énorme armée régulière. Il conseille donc en ce sens l'empereur Goldbalt XI et manipule les événements et les armées comme il manie les pièces d'un jeu d'échecs. Il a sous ses ordres une secte secrète, le Röd orm, une secte d'assassins spécialisés dans l'utilisation d'armes particulières et dont tous les membres s'éborgnent. Grâce à ses assassins, il a pu se débarrasser d'une grande partie du réseau d'espions de Zaganos Pacha au sein de l'empire. Néanmoins, ses plans ont été plusieurs fois contrecarrés par les actions de Mahmud.
Zehir Zaganos ()
Le Pacha au poison. C'est un pacha un peu plus vieux que Mahmud. C'est également un grand général et un partisan du déclenchement d'une guerre contre l'empire de Baltrhain. Pour lui il est clair que la guerre est inévitable et il veut tout faire pour s'y préparer. Il a créé un réseau d'espions, les kulak, qui s'étend à travers toute le continent roumélien, et grâce à ce réseau il est très bien informé sur les mouvements de l'empire, même si la plupart des kulak dans l'empire même ont commencé à être éliminés par les agents de la secte Röd orm. Au départ, il ne semble pas apprécier Mahmud, qu'il voit comme un idéaliste, mais il change peu à peu d'avis à mesure que les actions du pacha fauconnier l'aident. Après les premiers grands affrontements du début du conflit, il décide de mener une armée pour attaquer directement Saint-Michael, la capitale de l'empire. Au cours de cette campagne, on peut apprendre, par certains flashbacks, que Zaganos n'est pas Türk mais fait partie de la noblesse guerrière du Baltrhain.
Derecho et Izquierdo ()
Ces deux hommes, âgés mais toujours vaillants, sont des jumeaux maires de la ville de Tauro, une cité du sud de la Roumélie connue pour fournir des mercenaires. Les deux sont des vétérans, Izquierdo est manchot, ayant remplacé ses deux avant-bras par des crochets, et Derecho ayant perdu ses jambes ainsi qu'un œil, ce qui ne les empêche pas de se battre et de se montrer des plus habile au combat. Étant maires de la ville de Tauro, ils gèrent l'engagement de leurs mercenaires auprès de tous les pays existants, ils sont également très exigeants, ne supportant pas les militaires incompétents. Au début de la guerre entre le Baltrhain et le reste des états rouméliens, ils imposent une épreuve à Mahmud pour que ce dernier fasse preuve de ses compétences militaires, ensuite, ils acceptent de laisser l'intégralité des mercenaires de leur ville s'engager dans le camp de la Türkiye en échange d'une forte somme. L'intervention de leur armée mercenaire, accompagnée des forces d'autres cités-états de la Roumélie du Sud, s'avérera décisive dans la conclusion de la première partie du conflit.

## Analyse
Diplômée d'Histoire, spécialisée dans l'histoire de l'Empire ottoman, Kotono Katō s'est inspirée de personnages ayant réellement existé pour la création d'Altaïr : ainsi, Khalil, Zaganos et Mahmud correspondent respectivement à Halil Çandarlı Pacha, Zaganos Pacha et Mahmud Pacha Angelović. L'auteur s'est toutefois accordé de nombreuses libertés, comme la place et l'indépendance des femmes à l'époque ou le design vestimentaire.

## Liste des volumes
| no | Japonais         | Japonais          | Français          | Français          |
| no | Date de sortie   | ISBN              | Date de sortie    | ISBN              |
| --- | ---------------- | ----------------- | ----------------- | ----------------- |
| 1 | 23 avril 2008    | 978-4-06-373112-5 | 17 septembre 2014 | 978-2-7234-9810-4 |
| Liste des chapitres : - 1er fasil : Le général fauconnier (犬鷲の将軍) - 2e fasil : Le général des poisons (毒薬の将軍) - 3e fasil : Le gouverneur au chapeau (飾り帽子の総督) - 4e fasil : La tribu affligée (悲劇の民) - 5e fasil : Le tort de Hisar (砦の町) |                  |                   |                   |                   |
| 2 | 22 août 2008     | 978-4-06-373130-9 | 5 novembre 2014   | 978-2-7234-9811-1 |

Logo original du manga à partir du 11e tome.

| Liste des chapitres : - 6e fasil : La réunion des généraux (将軍会議) - 7e fasil : La cité de l'oasis (オアシスの町) - 8e fasil : Le voleur des quartiers pauvres (貧民街の盗賊) - 9e fasil : Le village de l'aigle (犬鷲の故郷) - 10e fasil : Le chef des yeux et des Oreilles (目と耳の長官) - 11e fasil : La lutte commune des deux aigles (犬鷲の共闘)             |                  |                   |                   |                   |
| 3 | 22 décembre 2008 | 978-4-06-373148-4 | 7 janvier 2015    | 978-2-7234-9812-8 |
| Liste des chapitres : - 12e fasil : La ville au phare (燈台の都) - 13e fasil : Le lézard dans la ruelle (裏路地の蜥蜴) - 14e fasil : Les chaînes d'acier (黒鉄の鎖) - 15e fasil : Le loup des montagnes (銀嶺の狼) - 16e fasil : La chute de la cité antique (古都陥落)                                                                                                |                  |                   |                   |                   |
| 4 | 23 mars 2009     | 978-4-06-373167-5 | 4 mars 2015       | 978-2-344-00637-5 |
| Liste des chapitres : - 17e fasil : La cité maritime (海の都) - 18e fasil : La guêpe dans la houle (波頭の狩人蜂) - 19e fasil : Sincère mascarade (至誠の仮面劇) - Başka hikaye : Le garde d'Anastasia (アナスタシアの親衛隊長) |                  |                   |                   |                   |
| 5 | 21 août 2009     | 978-4-06-373185-9 | 6 mai 2015        | 978-2-344-00638-2 |
| Liste des chapitres : - 20e fasil : Conseil d'état (大将国会議) - 21e fasil : L'état de la lance (槍の将国) - 22e fasil : Le tigre rouge (紅虎の将王) - 23e fasil : Le palais écarlate (紅の宮殿) - 24e fasil : La danse de la belle au clair de lune (月下佳人の舞)                                                                                                   |                  |                   |                   |                   |
| 6 | 23 février 2010  | 978-4-06-376210-5 | 15 juillet 2015   | 978-2-344-00639-9 |
| Liste des chapitres : - 25e fasil : (短刀の将国) - 26e fasil : (剣の将国) - 27e fasil : (四十五番目の将子) - 28e fasil : (水門の将軍) - 29e fasil : (洋梨の将姫) - 30e fasil : (剣の将太子) |                  |                   |                   |                   |
| 7 | 9 septembre 2010 | 978-4-06-376234-1 | 16 septembre 2015 | 978-2-344-00908-6 |
| Liste des chapitres : - 31e fasil : (将国内乱) - 32e fasil : (奇岩会戦) - 33e fasil : (虎王無惨) - 34e fasil : (親子無情) - 35e fasil : (内乱終結) |                  |                   |                   |                   |
| 8 | 7 janvier 2011   | 978-4-06-376248-8 | 2 décembre 2015   | 978-2-344-00909-3 |
| Liste des chapitres : - 36e fasil : (犬鷲の召喚) - 37e fasil : (銀色の都) - 38e fasil : (隊商の娘) - 39e fasil : (東方の隠者) - 40e fasil : (犬鷲の遠謀) - 41e fasil : (ポイニキア沖海戦) |                  |                   |                   |                   |
| 9 | 9 août 2011      | 978-4-06-376272-3 | 6 janvier 2016    | 978-2-344-01027-3 |
| Liste des chapitres : - 42e fasil : (野心と果断) - 43e fasil : (北の王国) - 44e fasil : (王の渇望) - 45e fasil : (北国の岐路) - 46e fasil : (謀議と門出) - 47e fasil : (島の都) - 48e fasil : (三国同盟会議) |                  |                   |                   |                   |
| 10 | 9 avril 2012     | 978-4-06-376326-3 | 2 mars 2016       | 978-2-344-01282-6 |
| Liste des chapitres : - 49e fasıl : (大戦の始まり) - 50e fasıl : (岩の都、小川の都) - 51e fasıl : (花の都) - 52e fasıl : (花の一計) - 53e fasıl : (大陸の心臓) - 54e fasıl : (冀う星々) |                  |                   |                   |                   |
| 11 | 7 septembre 2012 | 978-4-06-376358-4 | 4 mai 2016        | 978-2-344-01283-3 |
| Liste des chapitres : - 55e fasıl : (牡牛の傭兵団) - 56e fasıl : (犬鷲の教程) - 57e fasıl : (騎馬民族の技) - 58e fasıl : (反攻の萌芽) - 59e fasıl : (鐘の都の少年) |                  |                   |                   |                   |
| 12 | 8 mars 2013      | 978-4-06-376384-3 | 24 août 2016      | 978-2-344-01284-0 |
| Liste des chapitres : - 60e fasıl : (天上の都) - 61e fasıl : (大都市の将軍) - 62e fasıl : (楽園の檻) - 63e fasıl : (獣を操る者) - 64e fasıl : (槍の奔流) - 65e fasıl : (弔鐘遥かなり) |                  |                   |                   |                   |
| 13 | 9 octobre 2013   | 978-4-06-376424-6 | 19 octobre 2016   | 978-2-344-01479-0 |
| Liste des chapitres : - 66e fasıl : (央海海戦) - 67e fasıl : (海神の子) - 68e fasıl : (女王と道化師) - 69e fasıl : (騎馬民族の技２) - 70e fasıl : (反帝の同盟) |                  |                   |                   |                   |
| 14 | 9 avril 2014     | 978-4-06-376455-0 | 4 janvier 2017    | 978-2-344-01480-6 |
| Liste des chapitres : - 71e fasıl : (二重包囲の陣) - 72e fasıl : (同盟の逆襲) - 73e fasıl : (犬鷲の追撃) - 74e fasıl : (剣の都攻防戦) - 75e fasıl : (天上の鍵) - 76e fasıl : (楽園の終焉) |                  |                   |                   |                   |
| 15 | 9 décembre 2014  | 978-4-06-376512-0 | 8 mars 2017       | 978-2-344-02002-9 |
| Liste des chapitres : - 77e fasıl : (属州の総督) - 78e fasıl : (帝国の宰相) - 79e fasıl : (市長の息子) - 80e fasıl : (王家の末裔) - 81e fasıl : (毒と薬) |                  |                   |                   |                   |
| 16 | 9 juillet 2015   | 978-4-06-376553-3 | 3 mai 2017        | 978-2-344-02014-2 |
| Liste des chapitres : - 82e fasıl : (鞍上歌) - 83e fasıl : (騎馬民族の技３) - 84e fasıl : (騎襲回廊) - 85e fasıl : (盾と蜂) - 86e fasıl : (信仰の町) - 87e fasıl : (疾走の果て) |                  |                   |                   |                   |
| 17 | 9 mars 2016      | 978-4-06-376599-1 | 23 août 2017      | 978-2-344-02190-3 |
| Liste des chapitres : - 88e fasıl : (信仰の森) - 89e fasıl : (越年祭) - 90e fasıl : (城壁の町) - 91e fasıl : (転回点) - 92e fasıl : (警告の鐘) - 93e fasıl : (公爵の結婚) |                  |                   |                   |                   |
| 18 | 17 janvier 2017  | 978-4-06-390673-8 | 23 août 2017      | 978-2-344-02190-3 |
| Liste des chapitres : - 94e fasıl : (古代帝国の墓標) - 95e fasıl : (戦士の末裔) - 96e fasıl : (新貴族の突撃) - 97e fasıl : (罠と罠) - Kısa Hikâye (Short Story): (槍の将国の虎王) |                  |                   |                   |                   |
| 19 | 23 juin 2017     | 978-4-06-390715-5 | 7 février 2018    | 978-2-344-02754-7 |
| Liste des chapitres : - 98e fasıl : (罠の裏) - 99e fasıl : (裏の裏) - 100e fasıl : (帝国の侵攻) - 101e fasıl : (燃ゆる祖国) - Kısa Hikâye (histoire courte): (ニキ×マル極上めし) |                  |                   |                   |                   |
| 20 | 8 décembre 2017  | 978-4-06-510331-9 | 22 août 2018      | 978-2-344-03068-4 |
| Liste des chapitres : - 102e fasıl : (将王起つ) - 103e fasıl : (侵略者の休息) - 104e fasıl : (建築家の将軍) - 105e fasıl : (泉の町) - 106e fasıl : (武器商の将王) - Kısa Hikâye (histoire courte): (犬鷲の少年) |                  |                   |                   |                   |
| 21 | 7 septembre 2018 | 978-4-06-512584-7 | 3 avril 2019      | 978-2-344-03405-7 |
| Liste des chapitres : - 107e fasıl : (泉の谷攻防戦) - 108e fasıl : (泉の町陥落) - 109e fasıl : (聖官の将王) - 110e fasıl : (皇女の到着) - 111e fasıl : (犬鷲の帰還) - 112e fasıl : (金色の町攻防戦) - Kısa Hikâye (histoire courte) : (犬軍の帽子) |                  |                   |                   |                   |
| 22 | 9 septembre 2019 | 978-4-06-516453-2 | 4 mars 2020       | 978-2-344-04133-8 |
| Liste des chapitres : - 113e fasıl : 古門城壁 (Furukado jōheki) - 114e fasıl : 帝国の剣 (Teikoku no Ken) - 115e fasıl : 号令 (Gōrei) - 116e fasıl : 希望の星 (Kibō no Hoshi) - 117e fasıl : 城砦突入 (Jōtoride totsunyū) - 118e fasıl : 駱駝と蹄鉄 (Rakuda to Teitetsu) - 119e fasıl : 聖ミヒャエル門 (Hijiri mihyaeru mon) - 120e fasıl : 絶望の星 (Zetsubō no Hoshi) |                  |                   |                   |                   |
| 23 | 6 août 2020      | 978-4-06-520401-6 | 5 mai 2021        | 978-2-344-04667-8 |

## Série d'animation

Logo original de l'anime.

## Réception
La série remporte le Prix du manga Kōdansha 2017 dans la catégorie shōnen.
En France, selon Coyote magazine, « bien documentée, l'auteure donne vie à des personnages idéalistes et tellement humains, à des dogmes humanistes pressés par la guerre ; et il est dur d'y rester insensible. Un véritable ouvrage pour les fans de la culture ottomane, des stratégies de guerre du XVe siècle, ou des bons shōnens, tout simplement ».

### Édition japonaise
Kōdansha
1. 1 2  (ja) « Tome 1 »
2. 1 2  (ja) « Tome 2 »
3. 1 2  (ja) « Tome 3 »
4. 1 2  (ja) « Tome 4 »
5. 1 2  (ja) « Tome 5 »
6. 1 2  (ja) « Tome 6 »
7. 1 2  (ja) « Tome 7 »
8. 1 2  (ja) « Tome 8 »
9. 1 2  (ja) « Tome 9 »
10. 1 2  (ja) « Tome 10 »
11. 1 2  (ja) « Tome 11 »
12. 1 2  (ja) « Tome 12 »
13. 1 2  (ja) « Tome 13 »
14. 1 2  (ja) « Tome 14 »
15. 1 2  (ja) « Tome 15 »
16. 1 2  (ja) « Tome 16 »
17. 1 2  (ja) « Tome 17 »
18. 1 2  (ja) « Tome 18 »

### Édition française
Glénat Manga
1. 1 2  (fr) « Tome 1 »
2. 1 2  (fr) « Tome 2 »
3. 1 2  (fr) « Tome 3 »
4. 1 2  (fr) « Tome 4 »
5. 1 2  (fr) « Tome 5 »
6. 1 2  (fr) « Tome 6 »
7. 1 2  (fr) « Tome 7 »
8. 1 2  (fr) « Tome 8 »
9. 1 2  (fr) « Tome 9 »
10. 1 2  (fr) « Tome 10 »
11. 1 2  (fr) « Tome 11 »
12. 1 2  (fr) « Tome 12 »
13. 1 2  (fr) « Tome 13 »
14. 1 2  (fr) « Tome 14 »
15. 1 2  (fr) « Tome 15 »
16. 1 2  (fr) « Tome 16 »
17. 1 2  (fr) « Tome 17 »